# Om Puri
Om Prakesh Puri (Ambala, 18 oktober 1950 – Mumbai, 6 januari 2017) was een Indiaas acteur. Naast optredens in een groot aantal Bollywood-films was hij ook te zien in verschillende Britse en Amerikaanse films, zoals The Hundred-Foot Journey uit 2014.

## Loopbaan
Om Puri studeerde aan het Film en Televisie Instituut van India in Poona en aan de National School of Drama in New Delhi. Hij debuteerde in 1976 in de in het Marathi gesproken film Ghashiram Kotwal. In India werkte hij onder andere samen met regisseurs  Shyam Benegal en Govind Nihalani en met acteur Amrish Puri en actrice Shabana Azmi.
In 1982 had hij een kleine bijrol in de film Gandhi van regisseur Richard Attenborough. Ook was hij te zien in de Britse tv-serie The Jewel in the Crown (1984). Vanaf de jaren negentig was hij vaker te zien in Engelstalige producties. Zo had hij rollen in City of Joy (1992), Wolf (1994), The Ghost and the Darkness (1996) en East Is East (1999). Een laatste internationale hoofdrol had hij in 2014 in de Amerikaanse film The Hundred-Foot Journey. Hij was hierin de tegenspeler van Helen Mirren.
Om Puri overleed begin 2017 op 66-jarige leeftijd aan een hartaanval.
- Bibsys: 2011148
- Bibliothèque nationale de France: cb142179771 (data)
- Catàleg d'autoritats de noms i títols de Catalunya: 981058518069106706
- Gemeinsame Normdatei: 143185268
- International Standard Name Identifier: 0000 0001 1489 9959
- Library of Congress Control Number: no96024717
- Nationale Bibliotheek van Letland: 000323981
- MusicBrainz: 97b13332-db6c-4519-877f-42315650e6ae
- Nationale bibliotheek van Australië: 40542727
- Nationale Bibliotheek van Israël: 987007458733205171
- Nationale Bibliotheek van Polen: a0000002091108
- Nederlandse Thesaurus van Auteursnamen: 169021327
- Istituto Centrale per il Catalogo Unico: UBOV486454
- Système universitaire de documentation: 060711736
- Trove: 1447836
- Virtual International Authority File: 36509528
- WorldCat: E39PBJfRGk3XVWC9fXHmFybw4q